# Mellionnec
Mellionnec é uma comuna francesa na região administrativa da Bretanha, no departamento Côtes-d'Armor. Estende-se por uma área de 24,71 km². Em 2010 a comuna tinha 406 habitantes (densidade: 16,4 hab./km²).